# Taxco

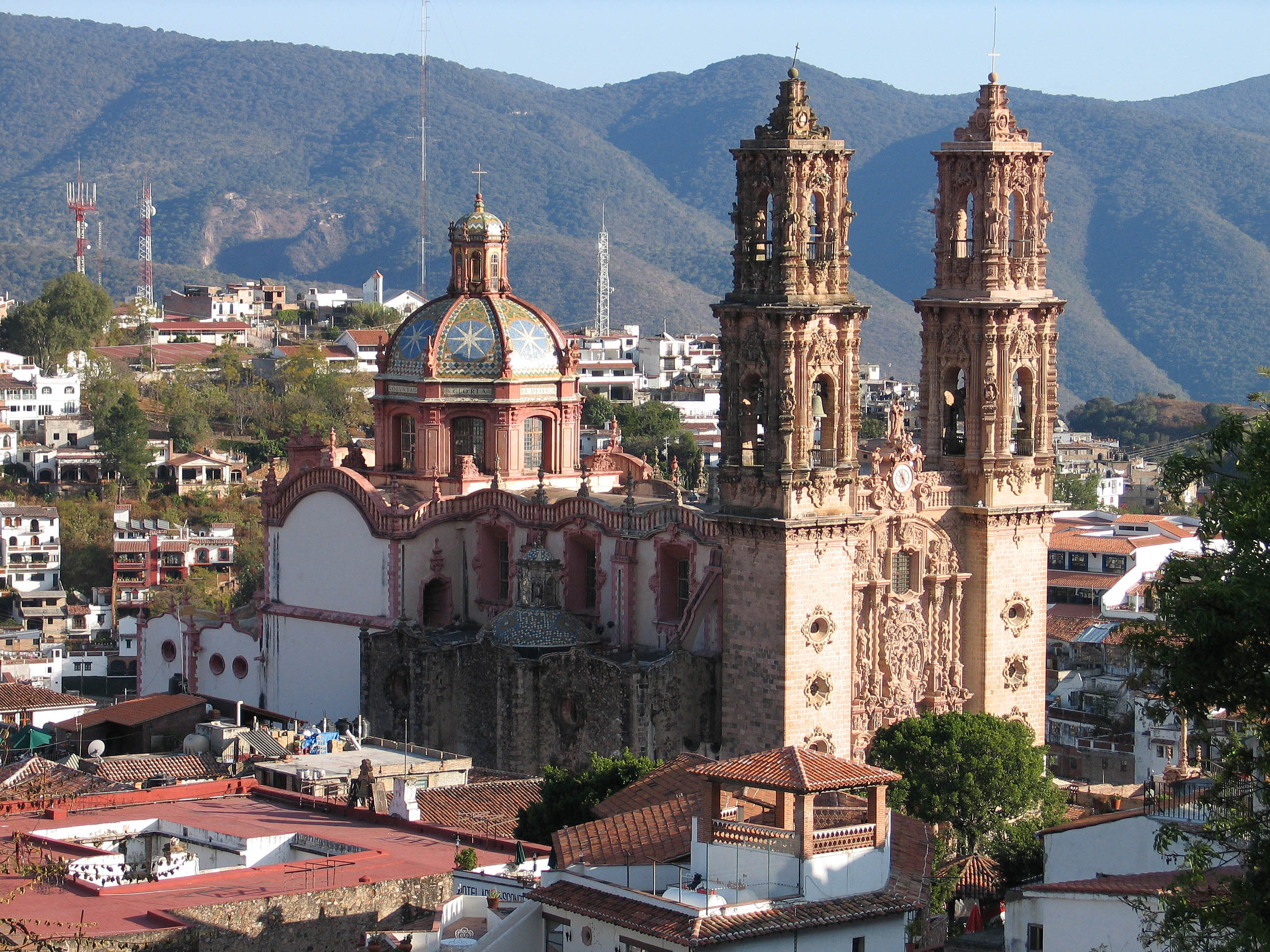
Biserica Santa Prisca din Taxco

Taxco (nume complet: Taxco de Alarcón) este un vechi oraș minier aflat în centrul statului mexican Guerrero. Este situat la 200 de km distanță față de Ciudad de México pe ruta vechii autostrăzi spre Acapulco. Se alfă la o altitudine de 1800 de metri față de nivelul mării, în brațul vestic al masivului Sierra Madre del Sur. Orașul este și centrul administarativ al municipalității cu același nume. În 2005 orașul avea 50.415 locuitori în timp ce municipalitatea avea un total de 98.854 locuitori. După populație, orașul este al 5-lea ca mărime în statul din care face parte (Acapulco se află pe primul loc). 
Deși mineritul argintului a fost principala activitate comercială a orașului încă de pe vremurile coloniale, aceasta nu mai este considerată o activitate probitabilă, iar orașul este mai bine cunoscut pentru agrintăria tradițională, care atrage turiști pe tot parcursul anului.
Orașul este construit in munte, cu străzi șerpuitoare înguste mărginite de case de un alb spălăcit acoperite cu țiglă roșie. Orașul mai este renumit și pentru biserica în stil baroc Santa Prisca, veche de peste 200 de ani.